# زبان بنگالی
بنگالی (به بنگالی বাংলা، تلفظ: بَنگلا ['baŋla]) یکی از زبانهای خانواده زبانی هندواروپایی و هندوایرانی است که امروزه در هندوستان و بنگلادش نزدیک به دویست‌وهفتاد میلیون گویشور دارد. بنگالی زبان مادری رابیندرانات تاگور نخستین برنده جایزه نوبل از آسیا بود.

## تاریخ

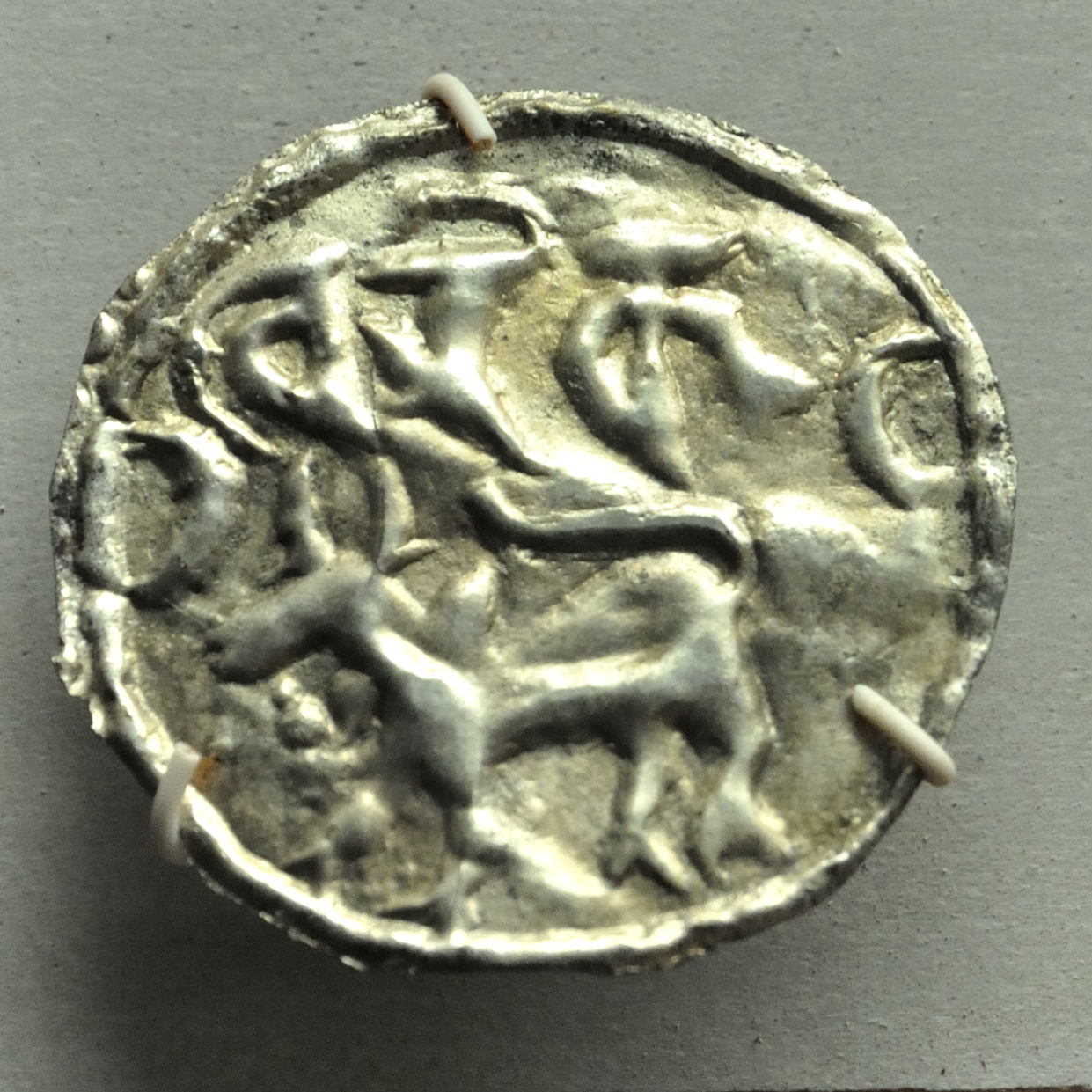
سکه نقره با خط بنگالی در عهد پادشاهی Harikela در حدود قرون ۹ الی ۱۳ میلادی

### باستانی
سانسکریت از زمان هزاره اول (پیش از میلاد) توسط مبلغان مذهبی هندو در بنگال ترویج می‌شد. لیکن افراد محلی به زبان‌های پراکریت سخن می‌گفتند. در دوران حکومت پادشاهی گوپتا، بنگال مرکز فعالیات ادبیات سانسکریت شد. لهجه‌های هندو آریایی میانه در هزاره یکم (میلادی) که بنگال جزئی از پادشاهی ماگدها بود، در منطقه تأثیرگذار بودند. این لهجه‌ها که پراکریت ماگدهی نام داشتند، در ایالت بیهار هند امروزی صحبت می‌شدند. این زبان‌ها تدریجاً موجب ایجاد زبان‌های اپبرمشه شدند که در اواخر قرن یکم پا گرفتند. در این زنجیره زبان بنگالی نیز کم‌کم جایگاهی برای خود یافت.

### ابتدایی
همانند دیگر زبان‌های هندو آریایی شرقی، بنگالی هم در حدود ۱۰۰۰–۱۲۰۰ از سانسکریت و ماگادهی پراکریت به وجود آمد. پروتو-بنگالی زبان حکومت پادشاهی پالا و دودمان سنا بود.

### میانی

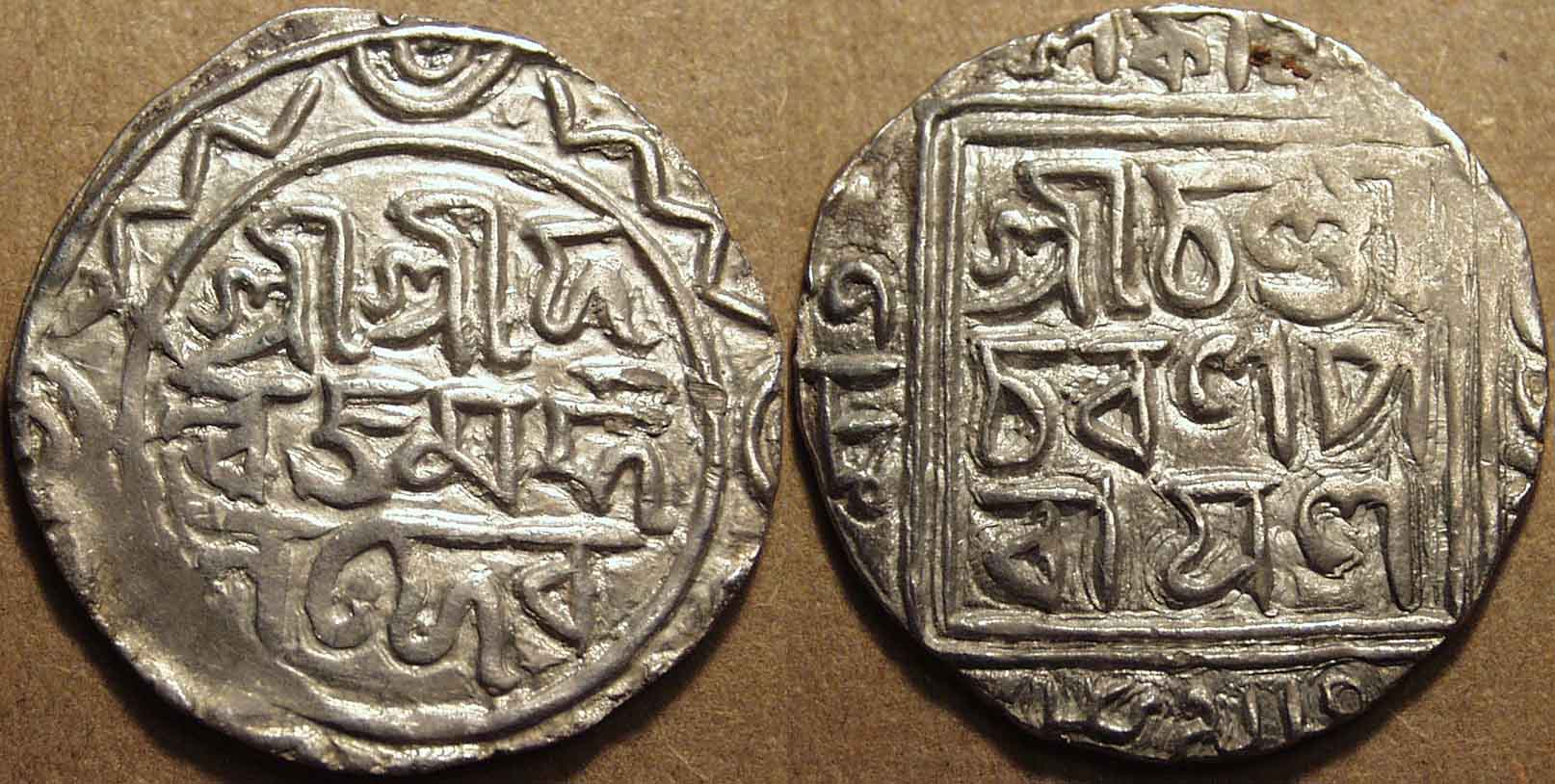
نقره به جا مانده سلطنت بنگال، حدود ۱۴۱۷

زبان بنگالی رفته رفته تغییراتی نمود و افعال عربی و فارسی تأثیراتی بر آن نهادند. بنگالی در این دوره زبان درباری سلطنت بنگال بود و مسلمانان نقش بزرگی در گسترش ادبیات آن داشتند. در زمان سلطنت بنگال این زبان برای اکثریت مردم منطقه زبان مادری بود. نفوذ کلمات و اصطلاحات فارسی و عربی در بنگالی در این دوره بسیار زیاد بود.

### مدرن
در قرون ۱۹ و ۲۰ ادبیات بنگالی بر اساس لهجه نادیا، لهجه‌ای در غرب میانه، گسترش یافت. این زبان با برخورداری از ادبیات خود متمایز از دیگر زبانهای منطقه شد.
در دورهٔ مدرن بنگالی را با دو خط بیشتر نوشتند:
- চলিতভাষা Chôlitôbhasha; که خطی ساده شده‌است و بیشتر کاربرد دارد.
- সাধুভাষা Sadhubhasha; که فرمی از سانسکریت برای بنگالی است.[۱۶]

پس از چندپارگی هند، بنگال‌ها در مملکت پاکستان برای به رسمیت شناخته شدن زبان خود جنبش زبان بنگالی را آغاز کردند که موجب استقلال بنگلادش شد.
دولت بنگلادش و بنگال غربی در هند زبان بنگالی را برای رسمی شدن در سازمان ملل پیشنهاد داده‌اند.